# American Academy of Sleep Medicine
Die American Academy of Sleep Medicine (AASM) ist eine US-amerikanische medizinische Fachgesellschaft auf dem Gebiet der Schlafmedizin. Sie wurde 1975 gegründet, hat etwa 10.000 Mitglieder und ihren Sitz in Darien (Illinois).
Die AASM betreibt ein Verfahren zur Akkreditierung von Schlaflaboren und schlafmedizinischen Einrichtungen, bei dem inzwischen etwa 2.000 Einrichtungen teilnehmen. Ziel des Verfahrens ist die Sicherung und Verbesserung der Qualität der Versorgung der Patienten in der Schlafmedizin. Das erste akkreditierte Schlaflabor der USA ist seit dem 27. April 1977 das „Sleep-Wake Disorders Center“ der Abteilung Neurologie des Montefiore Medical Centers in New York.

## Zielsetzung
Zweck der Vereinigung ist es, Mitglieder zu unterstützen und die Gesundheitsversorgung auf dem Gebiet der Schlafmedizin zu verbessern. Dazu werden klinische Standards für den Bereich der Schlafmedizin erarbeitet und veröffentlicht.

## Mitgliedschaft
Die Mitglieder sind Ärzte, Forscher und andere Angehörige der Gesundheitsberufe, die sich auf die Erforschung, die Diagnose und die Behandlung von Schlafstörungen spezialisiert haben. Daneben können auch akkreditierte Einrichtungen Mitglied werden.

## Entstehung
Die Organisation wurde zunächst „Association of Sleep Disorders Centers“ (ASDC) bezeichnet. William C. Dement war deren Präsident für die ersten 12 Jahre. Ende 1984 wurde die „Clinical Sleep Society“ (CSS) für Einzelpersonen mit Interesse an den klinischen Aspekten der Schlafes und der Schlafstörungen gegründet. Ab September 1987 wurde aus der ASDC-CSS die „American Sleep Disorders Association“ (ASDA) mit den beiden Zweigen „Einrichtungen“ und „Einzelpersonen“. 1999 wurde dann der Name auf „American Academy of Sleep Medicine“ (AASM) geändert.

## Veröffentlichungen
Die AASM veröffentlicht Erkenntnisse in der Schlafmedizin in zwei wissenschaftlichen Zeitschriften, die ein Peer-Review einsetzen. Das „Journal of Clinical Sleep Medicine“ ist die offizielle, zweimonatlich erscheinende Publikation der AASM. Das „Journal of Clinical Sleep Medicine“ hatte 2012 einen Impact Factor von 2,928 und belegte damit Platz 63 von 191 Zeitschriften in der Kategorie klinische Neurologie.
Das Journal „Sleep“ erscheint monatlich, verwendet ebenfalls ein Peer-Review und wird zusammen mit der Sleep Research Society, einem 1961 gegründeten Berufsverband, der sich hauptsächlich der Erforschung des Schlafes und der Schlafstörungen sowie der Aus- und Weiterbildung der zukünftigen Schlafforscher widmet, herausgegeben. Der Impact Factor von „Sleep“ lag im Jahr 2012 bei 5,100. Nach der Statistik des ISI Web of Knowledge wird das Journal mit diesem Impact Factor in der Kategorie klinische Neurologie an Rang 16 von 191 Zeitschriften geführt.
Die AASM hat auch das Klassifikationssystem für Schlafstörungen „International Classification of Sleep Disorders – Second Edition (ICSD-2)“ herausgegeben.